# Tarquinio Provini
Tarquinio Provini, född den 29 maj 1933, död den 6 januari 2005 i Bologna var en italiensk roadracingförare som blev världsmästare i 125GP 1957 och följde upp det med att vinna 250GP 1958. Han förlamades i en krasch på Isle of Man 1966 och tillbringade sina sista 39 år i rullstol.

## Segrar 250GP
| Nr | Grand Prix   | År   |
| -- | ------------ | ---- |
| 1  | Holland      | 1957 |
| 2  | Italien      | 1957 |
| 3  | Isle of Man  | 1958 |
| 4  | Holland      | 1958 |
| 5  | Västtyskland | 1958 |
| 6  | Nordirland   | 1958 |
| 7  | Isle of Man  | 1958 |
| 8  | Holland      | 1958 |
| 9  | Spanien      | 1964 |
| 10 | Italien      | 1965 |

## Segrar 125GP
| Nr | Grand Prix  | År   |
| -- | ----------- | ---- |
| 1  | Spanien     | 1954 |
| 2  | Isle of Man | 1957 |
| 3  | Holland     | 1957 |
| 4  | Belgien     | 1957 |
| 5  | Isle of Man | 1959 |
| 6  | Sverige     | 1959 |